# Stanisław Frankowski
Stanisław Józef Frankowski (ur. 17 lutego 1835 w Liwkach Szlacheckich, zm. 18 września 1899 we Lwowie) – działacz demokratyczny i niepodległościowy, powstaniec styczniowy, członek tajnego Rządu Narodowego.

## Życiorys
Był synem podlaskiego ziemianina Feliksa i Julii z Marcinkiewiczów, starszy brat Jana Józefa i Leona Frankowskich. Kształcił się w Gimnazjum Realnym, Instytucie Szlacheckim, a następnie w Szkole Sztuk Pięknych w Warszawie. Był jednym z głównych działaczy konspiracyjnego stowarzyszenia Apolla Korzeniowskiego, Współuczestniczył w zorganizowaniu i uruchomieniu pierwszej tajnej drukarni w Warszawie. Wraz z braćmi inicjator, a następnie współpracownik tajnego pisma Strażnica, którego pierwszy numer ukazał się 6 V 1lI 1860; później objął redakcję Agaton Giller. Organizował i uczestniczył w manifestacjach patriotyczno-religijnych w latach poprzedzających wybuch powstania styczniowego. W 1861 został wybrany na komisarza narodowego zaboru pruskiego, od jesieni 1862 był komisarzem województwa mazowieckiego, a od marca 1863 województwa kaliskiego. Działał w organizacjach lewicowych tzw. „czerwonych”. W XII 1862 brał udział w zjeździe komisarzy w Głuchówku pod Skierniewicami, zainicjowanym przez brata Leona – komisarza lubelskiego. Tematem spotkania była bezczynność Komitetu Centralnego wobec wieści o przygotowującej się na styczeń brance. W związku z powyższym, po burzliwej dyskusji, zażądano od KC wydania rozkazu wybuchu powstania w chwili rozpoczęcia branki, grożąc, że w razie braku przychylności KC do ich postulatu, powstanie będzie przez organizację prowincjonalną rozpoczęte. Po wybuchu powstania, pomimo swej ułomności fizycznej – był garbaty, brał udział w walkach z bronią w ręku, m.in. 10 II 1863, w potyczce pod Ciepielinami (pow. pułtuski). Od września 1863 był jednym z członków Rządu Narodowego, który od daty powstania nazywany był „wrześniowym”. 
Po upadku Powstania Styczniowego wyemigrował do Francji, gdzie został w wyniku prowokacji rosyjskiej zamieszany w aferę ze sfałszowanymi listami zastawnymi i aresztowany.  W wyniku osobistej interwencji cesarskiego kuzyna Hieronima Napoleona Bonaparte u Napoleona III, odzyskał wolność, jednakże został wydalony z Francji Wówczas w 1880 powrócił  do kraju i osiadł w Galicji. Dotknięty zupełną ślepotą i nieuleczalną głuchotą przebywał i zmarł w Zakładzie dla nieuleczalnie chorych im. Antoniego i Walerii Bilińskich we Lwowie. Jego prochy spoczęły na lwowskim Cmentarzu Łyczakowskim. 

## Literatura
- Justyn SokuIski, Joanna Zahorska, Frankowski Stanisław (1840-1899), w: Polski Słownik Biograficzny, tom 7, Kraków 1948-1958, s. 95-96, tam bibliografia
- Tomasz Dobrowolski: FRANKOWSKI Stanisław Józef Julian (1835-1899), [w:] Słownik biograficzny Południowego Podlasia i Wschodniego Mazowsza [on-line]. Uniwersytet Przyrodniczo-Humanistyczny w Siedlcach. [dostęp 2023-05-18]. (pol.). tam bibliografia